# 媽！我阿榮啦
《媽！我阿榮啦》是一部於2020年上映的臺灣懸疑驚悚片，為公視新創電影系列作品。本片改編自2016年度優良電影劇本的優等劇本獎《阿榮》，靈感啟發自臺灣1980年代經典廣告「鐵牛運功散」，由答人文創發行。此電影由謝光誠執導，徐愷、段鈞豪、楊小黎、隆宸翰、王捷仟、紀殷澤、蘇明明及劉主平主演，講述阿榮一直卡在「今天」導致無法退伍的故事。本片原打算邀請廣告中飾演「阿榮」的胡德成，演出電影裡阿榮的爸爸，但是他本人不想出現在螢光幕前。電影於2020年6月19日在臺灣上映。

## 劇情
1996年，5天後將退伍的阿榮從惡夢中驚醒。此時失憶的他想不起任何事，輔導長不准他休假；醫護團的護士宜君，說是來治療他的失憶症；菜鳥小林，以下犯上的挑釁攻擊他。阿榮打電話回家報平安，媽媽叮嚀要他注意小人，令他百思不解。隔天，阿榮再度驚醒，他發現每天都「卡到今」退不了伍。然而，當阿榮想要努力找出這一切詭異現象的背後真相時，卻逐漸發現，原來還有更大的謎團、與一股看不見的勢力，正逐步逼近他。

## 演員列表

### 主要演員
| 演員姓名 | 角色名稱 | 介紹                                                                                             |
| 徐愷     | 許光榮   | 家喻戶曉「鐵牛運功散」的廣告主角阿榮，卻在退伍倒數5天，離奇困在同一天的輪迴中。                  |
| 段鈞豪   | 方國樑   | 對於阿榮為何休退伍假，卻無法離營的疑問？輔仔以上面的命令塘塞，引發多次衝突。                     |
| 楊小黎   | 朱宜君   | 阿榮小時候的鄰居玩伴，長大後考進國防醫學院，成為「歷史真相調查院」成員之一。                     |
| 隆宸翰   | 姜必得   | 政府成立「歷史真相調查院」，並協調軍方合作，特派他擔任調查組的組長，然而私下卻怕真相被調查揭露。 |
| 王捷仟   | 鄭光佑   | 阿榮的軍中換帖兄弟，把阿榮當「大耶」看待，菜鳥如果太白目，就會幫大哥出氣！                       |
| 紀殷澤   | 林財賜   | 軍中的怪咖菜鳥，永遠是被軍中學長班長體罰、釘孤枝，霸凌食物鏈的最底層。                           |
| 蘇明明   | 阿榮母親 | 最擔心兒子阿榮當兵的，莫過母親。每次阿榮打電話回家，總是叮嚀萬千要阿榮注意安全，平安退伍。       |

## 外部連結
- 開眼電影網上《媽！我阿榮啦》的資料（繁體中文）
- Yahoo奇摩電影上《媽！我阿榮啦》的資料（繁體中文）
- 台灣電影網上《媽！我阿榮啦》的資料（繁體中文）
- 互联网电影数据库（IMDb）上《媽！我阿榮啦》的资料（英文）